# Rockman (Verstärker)

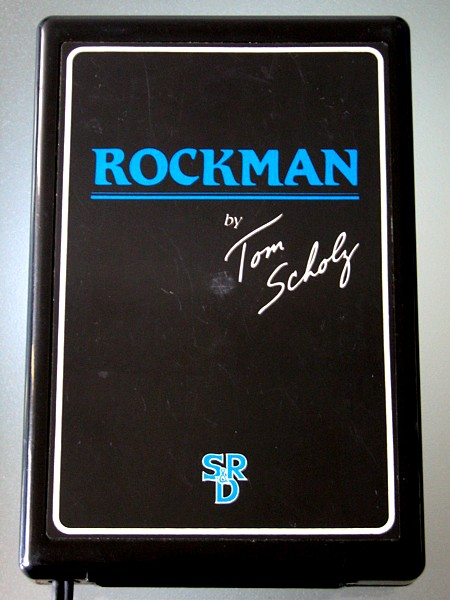
Rockman aus den 80er Jahren

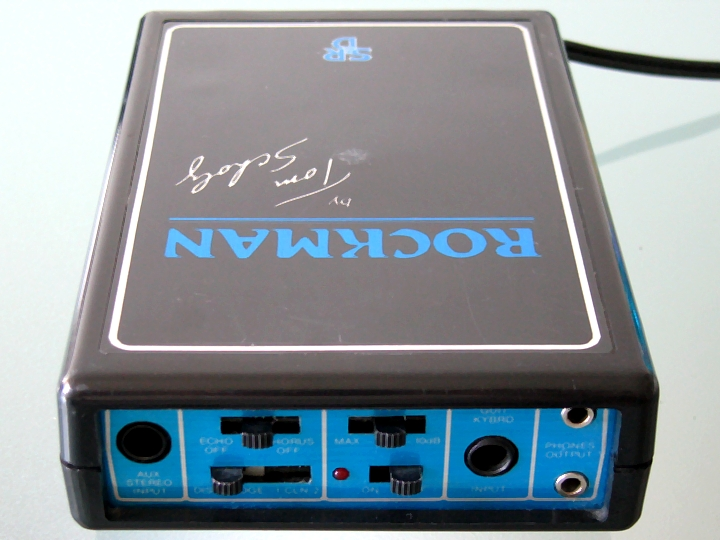
Rockman aus den 80er Jahren

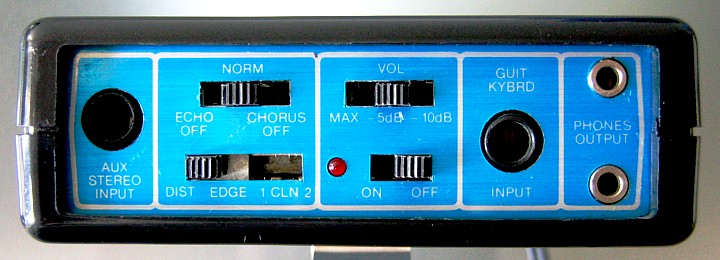
Rockman aus den 80er Jahren

Der Rockman ist ein kleiner Gitarrenverstärker für Kopfhörer, an den auch ein Keyboard angeschlossen werden kann. 

## Entwicklung
Der ursprüngliche Rockman wurde von Tom Scholz entwickelt, dem Gründer der Rockband Boston. Herstellung und Vertrieb des Rockman erfolgte zunächst durch die SR&D Scholz Research & Development Inc., die 1995 an die Dunlop Manufacturing Inc. verkauft wurde. Dunlop stellt weiterhin den Rockman her, die Unterschrift von Tom Scholz erscheint noch heute auf der Einheit. 
In den frühen 1980er Jahren erlaubte der erfolgreiche tragbare Kassettenspieler von Sony, der Walkman, dass eine Person irgendwo Musik hören konnte, ohne jemanden zu stören – zu jener Zeit eine ungewöhnliche Innovation. 1982 verwendete Scholz die gleiche grundlegende Idee zur Entwicklung eines tragbaren Gitarrenverstärkers für Kopfhörer. Heraus kam dabei der Rockman, dessen Name ebenfalls in Anlehnung an den Walkman entstand.
Mit den Effekten Verzerrung, Stereochorus und Echo hat der Rockman mehr als manch gewöhnlicher Gitarrenverstärker. Er ist zudem mit einer Stereo-input-Buchse ausgestattet, sodass ein Gitarrist ein Tonprogramm aus einer anderen Audioquelle hören und so dazu spielen kann. Das ausgezeichnete Signal-Rausch-Verhältnis gleicht dem in einem professionellen Studio. 
Der Rockman überzeugte schnell durch seine vielfältige Klangbildung, die von einer nahezu klangneutralen Verstärkung hin zu einem stark verzerrten Sound reicht, sodass neben Tom Scholz weitere bekannte Gitarristen wie Alex Lifeson von Rush, Charlotte Caffey von den Go-Gos, Peter Buck von REM und Billy Gibbons von ZZ TOP den Rockman schon frühzeitig verwendeten.

## Rockmodule
In den späten 1980er Jahren entwickelte und produzierte die SR&D Inc. so genannte Rockmodule, Steuerungseinheiten, die dem Benutzer die Modulation der Effekte des Rockman gestatteten und eine umfassende Kontrolle der Effektparameter ermöglichten. Diese Einheiten wurden weiterhin unter dem Rockman-Label vermarktet. 
Der Rockman Sustainor, das Herz jedes Rockman-Systems, war im Wesentlichen ein konfigurierbarer Zwei-Kanal-Vorverstärker mit Kompression. Andere Rockmodule verfügten über Equalizer, Stereochorus, Stereoecho, Hall- und Verzögerungseffekte (Delay), Verzerrungsgeneratoren und Kompressoren.
Die Rockmodule waren alle Analoggeräte. Ihr Umsatz brach daher in den frühen 90er Jahren ein, als die Digitalisierung der Signale die Musiktechnologie revolutionierte, da nun eine völlig neuartige Erzeugung von Verstärkungseffekten möglich wurde. Das Produktangebot wurde folgerichtig stark eingeschränkt. Heute existiert ein etablierter Markt für gebrauchte Module der Rockman-Linie. Einige Einheiten werden sogar höher gehandelt als zum ursprünglichen Katalogpreis.